# Несамовиті майстри
«Несамовиті майстри» (англ. «The Furious Masters») — шотландський науково-фантастичний роман письменниці Марґо Беннетт, що був опублікований у 1968 році. Її другий науково-фантастичний роман.

## Сюжет
Спокійне існування маленького йоркширського містечка Гаєрфілд розбивається вщент, коли неподалік падає дивний космічний корабель. У той час як лавина розголосу накриває місто, події приймають зловісний оборот, коли один з першовідкривачів об'єкта божеволіє, а країну починають охоплювати масові заворушення та істерія, на превеликий жах раніше безтурботного прем'єр-міністра, який незабаром опиняється в самій гущавині цієї загадки.

## Переклади
Цей роман був перекладений та опублікований нідерландською мовою як «Bacillen in Infrarood» у 1970 році.